# Peixe-corda
O peixe-corda ou peixe-cobra, Erpetoichthys calabaricus, é uma espécie de peixe dulcícola e de água salobra, da família dos bichires. É o único membro do gênero Erpetoichthys e é nativo do leste da África ocidental, tendo como habitat natural os rios costeiros, desde a Nigéria até o Congo.
O peixe-corda chega até 90 cm (embora esta afirmação não esteja confirmada, o tamanho máximo nas coleções científicas é de 37 cm), vive em correntes lentas de águas mornas e consegue engolir ar (consegue sobreviver em águas com pouco oxigênio dissolvido) usando uma bexiga natatória dupla que funciona como um pulmão, sendo o lado esquerdo menor que o direito para dar espaço aos órgãos internos. Com esse órgão, o peixe-corda pode sobreviver durante bastante tempo fora da água.
É uma criatura noturna, alimenta-se de anelídeos, crustáceos e insetos e é adequado para aquários. O nome do  gênero, Erpetoichthys, deriva das palavras gregas erpeton ("cobra") e ichthys ("peixe").
Como todas as espécies da sua família, o peixe-corda tem corpo alongado, sub-cilíndrico, coberto de escamas ganoides, uma barbatana dorsal formada por segmentos separados, formados por um espinho ósseo, do qual saem pequenos raios articulados que seguram uma membrana; as barbatanas peitorais estão implantadas imediatamente atrás das aberturas branquiais e tem uma base carnuda.

## No aquário
Peixes-corda são inquisitivos, pacíficos e possuem "personalidade". Por causa da sua pacificidade natural, outros peixes podem agredir o peixe-corda, apesar do seu grande tamanho, especialmente se houver competição entre os peixes do tanque por comida e espaço. Embora noturno, o peixe-corda sai às vezes durante o dia, o que pode ser encorajado colocando minhocas no aquário.
Os peixes-corda são notórios mestres na arte de fugir e podem pular a grandes distâncias, assim o aquário deve ter uma tampa segura e sem grandes aberturas. Muitos aquaristas novatos salvaram seu peixe-corda da dissecação encontrando-o no chão da sala; a poeira, muito comum nas casas, pode rapidamente secar um peixe-cobra. É conveniente reduzir o nível da água no tanque, se não tiver uma tampa estanque. Os peixes-cobra escapam principalmente à noite, quando são mais ativos.

## Comida e cuidado
Em cativeiro, o peixe-corda aceita minhocas e muitas outras comidas congeladas que caiam no fundo do tanque. Se houver no tanque outros peixes que comem rapidamente, é aconselhável colocar sua comida num tubo onde apenas ele consiga entrar e que ele encontrará pelo olfato.
O peixe-corda tolera animais da mesma espécie e podem ser encontrados juntos, sobre ou sob as plantas ou decorações, especialmente ornamentos que imitam as cavernas onde eles se sentem protegidos e seguros.
Manter um ambiente saudável para o peixe-corda não é difícil, uma vez que suas escamas são muito resistentes a abrasão e ficam intactas, mesmo que ele salte do tanque. A temperatura da água deverá ser entre 22 e 28 °C com ph 6,5-7,5. Esconderijos ajudam a reduzir o estresse. Exemplares jovens podem ser mantidos em tanques de 75 litros, mas adultos vão precisar de mais espaço devido ao seu tamanho e hábitos alimentares. A água não precisa ser especialmente limpa e pura porque o habitat natural do peixe-corda é frequentemente eutrófíco e pobre em oxigênio, mas isto pode não ser aconselhável para outras espécies que exigem água limpa.